# Попов, Илья Павлович
Илья́ Па́влович Попо́в (родился 17 мая 1982 года в Обнинске Калужской области) — российский следж-хоккеист. Нападающий сборной России по следж-хоккею. Серебряный призёр Паралимпийских игр 2014. Бронзовый призёр чемпионата мира по следж-хоккею 2013 года. Семикратный чемпион страны (2011, 2012, 2015—2019 годов). Заслуженный мастер спорта России. В 2016 году перешёл в ханты-мансийский клуб «Югра», до этого был членом подмосковной команды «Феникс». С 2020 года тренируется в Туле и выступает за тульскую команду "Звезда".
Призван на срочную службу 14 ноября 2000 года. С ноября 2000 по май 2001 проходил обучение в учебном центре морской пехоты «Сатурн» (г. Балтийск) в подразделении гвардии капитана Хорошева А. И. По окончании учёбы был направлен в 77-ю Отдельную гвардейскую Московско-Черниговскую ордена Ленина Краснознаменную ордена Суворова бригаду морской пехоты Каспийской флотилии, служил в 1200 ОРБ (отдельный разведывательный батальон). Впоследствии благодаря музыкальным способностям был переведен в бригадный оркестр.
В результате теракта 9 мая 2002 года в Каспийске был тяжело ранен. Из состава бригадного оркестра, маршировавшего в том параде Победы на площади приграничного городка, их в живых осталось только двое — Илья Попов и Павел Новиков. Попов потерял левую ногу, Новиков — правую.

## Награды
- Медаль ордена «За заслуги перед Отечеством» I степени (17 марта 2014 года) — за большой вклад в развитие физической культуры и спорта, высокие спортивные достижения на XI Паралимпийских зимних играх 2014 года в городе Сочи.[3]